# Violaciones durante la ocupación de Alemania

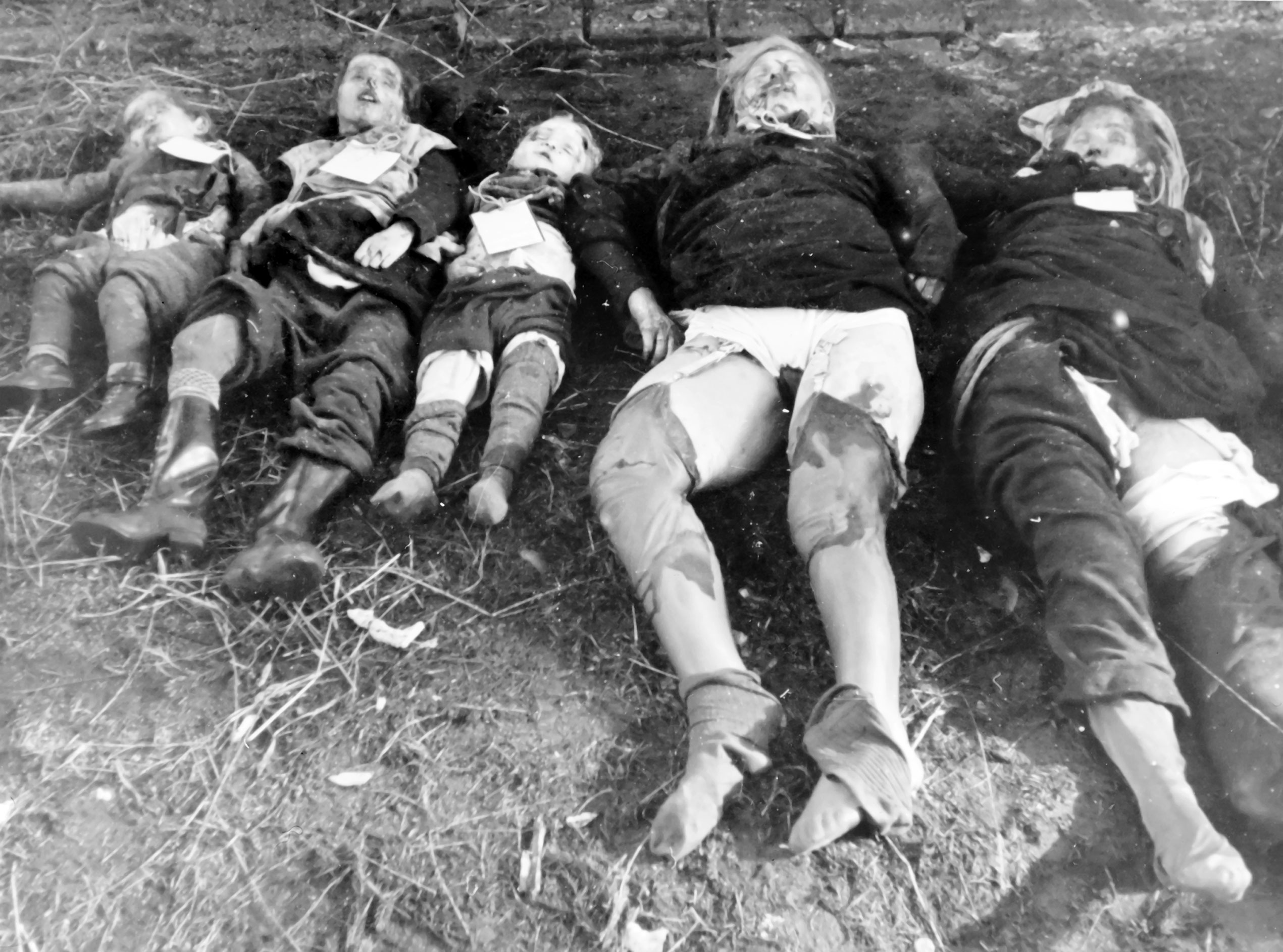
Dos mujeres y tres niños alemanes asesinados por el ejército soviético.

A medida que las tropas de los aliados, durante las últimas etapas de la Segunda Guerra Mundial, entraron y ocuparon Alemania, se llevaron a cabo violaciones masivas. Si bien la mayoría de estos crímenes fueron cometidos por militares soviéticos, se calcula que los ejércitos de Francia y EE. UU. también perpetraron miles de ellas.

## Participantes

### Militares soviéticos

Soldados soviéticos acosan a mujer berlinesa.

Una oleada de violencia sexual sacudió Alemania en 1945, cuando los aliados occidentales y el Ejército Rojo fueron ocupando territorios del Tercer Reich.
La mayor parte de los ataques fueron cometidos en la zona de ocupación soviética; se calcula que el número de mujeres violadas por soldados soviéticos va de decenas de miles a dos millones. En muchos casos las mujeres eran violadas repetidamente, algunas hasta 70 veces. Se cree que 100.000 mujeres fueron violadas en Berlín, con un número próximo a las 10.000 mujeres con resultado de muerte tras las agresiones. El número total de mujeres  víctimas de violaciones en Alemania se calcula en 240.000. Antony Beevor lo describió como «el fenómeno de violaciones masivas más importante de la historia», y concluía que al menos 1,4 millones de mujeres fueron violadas solo al este de Prusia, Pomerania y Silesia.
Natalya Gesse afirma que soldados rusos violaban a mujeres y niñas alemanas de 8 hasta 80 años. Las mujeres rusas no quedan impunes en su participación de los hechos. En cambio, el veterano de guerra ruso Vsévolod Olímpiev afirmaría: «Se puede decir que las relaciones de los soldados soviéticos con la población alemana era indiferente y neutral. Nadie, al menos de mi regimiento, la asedió o tocó. Es más, si nos encontrábamos con una familia hambrienta con niños compartíamos nuestra comida con ellos sin ninguna palabra innecesaria.»
Después del verano de 1945, los soldados soviéticos sorprendidos violando civiles eran a menudo castigados, con penas que iban desde el arresto hasta la ejecución. No obstante, las violaciones continuaron hasta el invierno de 1947–48, cuando las autoridades de ocupación soviética confinaron las tropas solo a puntos de vigilancia y campamentos, separándoles completamente de la población residencial en la zona soviética de Alemania.
Según Alexander Statiev, si bien los soldados soviéticos respetaban a los ciudadanos de su propio país y a los de los países amigos, en las zonas hostiles se percibieron a sí mismos como conquistadores, y no como liberadores. Veían la violencia contra los civiles como un privilegio de los victoriosos. Statiev ejemplifica este fenómeno citando la actitud de un soldado soviético:

¡Véngate! ¡Tu eres un soldado vengador! [...] ¡Mata al alemán, y salta sobre la mujer alemana! ¡Así es como un soldado celebra la victoria!

Svetlana Aleksiévich publicó el libro La cara no femenina de la guerra, donde incluye memorias y experiencias de veteranos soviéticos en Alemania. Según un exoficial:

Éramos jóvenes, fuertes, y llevábamos cuatro años sin mujeres. Probábamos a pescar mujeres alemanas y... diez hombres violaron a una chica. No había suficientes mujeres; toda la población escapaba del Ejército Rojo. Así pues, cogíamos niñas de doce o trece años. Si lloraba, le poníamos una cosa en la boca. Creíamos que era divertido. Ahora no puedo entender como fuimos capaces de hacerlo. Un chico de buena familia... pero aquel era yo.

Una operadora telefónica del Ejército Rojo recuerda:

Cuando ocupábamos un pueblo, primero teníamos tres días para los saqueos y ... [violaciones]. Por descontado eso no era oficial. Pero después de tres días se te podía juzgar por hacerlo. [...] Recuerdo a una mujer alemana violada, permaneciendo desnuda con una granada entre las piernas. Ahora siento lástima, pero no la sentía en aquel momento... ¿Piensas que fue fácil perdonar a los alemanes? Odiábamos ver sus casas blancas, limpias e intactas. Con rosas. Quería que sufrieran. Quería ver sus lágrimas. [...] Tuvieron que pasar décadas para que comenzara a sentir compasión por ellos.

Mujeres de Alemania del este que vivieron la guerra se refieren al memorial Parc Treptower, en Berlín, como la «tumba del violador desconocido» en respuesta a las violaciones masivas del Ejército Rojo.

### Militares estadounidenses
En Taken by Force, J. Robert Lilly estima en 11.040 el número de violaciones cometidas por soldados de los Estados Unidos en Alemania. Como en el caso de la ocupación de Francia después de la invasión del Día D, la mayoría de violaciones por parte de estadounidenses en la Alemania de 1945 eran violaciones en grupo cometidas por militares a punta de pistola.
Los estadounidenses tenían políticas para no fraternizar en territorios enemigos, y la frase «copular sin conversar no es fraternizar» se convirtió en un lema de las tropas estadounidenses. El periodista Osmar White, un corresponsal de guerra australiano que acompañó a las tropas estadounidenses durante la guerra, escribió: 

Después de que la lucha pasase en tierras alemanas, hubo muchas violaciones por parte de las tropas de combate y por las que inmediatamente las seguían. La incidencia variaba de unidad a unidad según la actitud del oficial al mando. En algunos casos los delincuentes eran identificados, juzgados por tribunales militares, y castigados. La rama legal del ejército era reticente, sin embargo admitió que algunos soldados habían sido fusilados por ofensas sexuales brutales o pervertidas contra mujeres alemanas, particularmente si los soldados eran negros. No obstante, se que es un hecho que muchas mujeres fueron violadas por estadounidenses blancos. No se tomaron medidas contra los culpables. En un sector circuló un informe que citaba que un cierto comandante muy distinguido hizo el chiste «La copulación sin conversación no constituye fraternidad».

Una agresión sexual típica de personal estadounidense bebido marchando por territorio ocupado consistía en amenazar con armas a una familia alemana en su casa, forzando sexualmente a una o más mujeres de la misma, y acabar sacando a toda la familia a la calle.
El número de violaciones en el sector este de la zona ocupada llegó a su punto máximo en 1945, cuando se pasó de 18 acusaciones dentro del ejército en enero a 402 en marzo y 501 en abril, para comenzar a descender a 241 en mayo. Entre el 25% y el 50% de las denuncias terminaron en juicio y, de estos, entre un 33% y un 50% en condenas, con el índice de ejecuciones más alto de los ejércitos aliados. El alto índice de violencia contra la población femenina alemana y austriaca duró como mínimo hasta la primera mitad del año 1946, con cinco casos de mujeres alemanas encontradas muertas en cuarteles estadounidenses solo en mayo y junio de 1946.
Los soldados negros de la zona ocupada por Estados Unidos eran más susceptibles de ser acusados de violación, y de ser castigados más severamente. Heide Fehrenbach escribe que los soldados de color no estaban en absoluto libres de indisciplina, pero que los oficiales estadounidenses exhibieron un interés explícito en la raza del soldado a la hora de informar de tales comportamientos.
Carol Huntington consideró que los soldados estadounidenses que violaban mujeres alemanas y después las obsequiaban con comida, podrían haber visto la acción como un acto de prostitución y no como una violación. Es probable que una de las causas del menor índice de violaciones esté en que gran parte de las relaciones eran consensuadas. Se calcula que el número de «niños de la ocupación» (Besatzungskinder), deseados o no, nacidos en la Zona de ocupación estadounidense ronda los noventa y cuatro mil, de los cuales el 2% o 3% eran mestizos y solían darse en adopción en más alta proporción. Solo cuando en diciembre de 1946 se permitieron los matrimonios mixtos se pudo normalizar en parte la situación, y unas 14 000 alemanas marcharon a Estados Unidos con sus esposos.

### Militares franceses
Las tropas francesas tomaron parte en la invasión de Alemania, y una parte de la zona ocupada fue asignada a Francia.
Según Perry Biddiscombe, los franceses cometieron «385 violaciones en el área de Constanza; 600 en Bruchsal; y 500 en Freudenstadt». Soldados franceses hicieron una «orgía de violaciones» en el distrito de Höfingen, cerca de Leonberg. Según Norman Naimark, con respecto a las violaciones, las tropas francesas de Marruecos se comportaban igual que las soviéticas, en particular durante el principio de la ocupación de Baden-Wurtemberg.